# Plivanje na OI 2008.
Na XXIX. Olimpijskim igrama u Pekingu održalo se 36 natjecanja u plivačkim sportovima. 32 natjecanja su se održala u 50 metarskom olimpijskom bazenu, 2 se natjecanja odnose na sinkronizirano plivanje i dva su maraton koji se pliva van bazena.

## Pojedinačna natjecanja

### 50 m slobodno
| Mjesto | Država     | Plivač               | Vrijeme (s) |
| ------ | ---------- | -------------------- | ----------- |
| 1      | Brazil     | César Cielo Filho    | 21,30 (OR)  |
| 2      | Francuska  | Amaury Leveaux       | 21,45       |
| 3      | Francuska  | Alain Bernard        | 21,49       |
| 4      | Australija | Ashley Callus        | 21,62       |
| 5      | SAD        | Ben Wildman-Tobriner | 21,64       |
| 6      | Australija | Eamon Sullivan       | 21,65       |
| 7      | JAR        | Roland Schoeman      | 21,67 (AF)  |
| 8      | Švedska    | Stefan Nystrand      | 21,72       |

| Mjesto | Država      | Plivačica               | Vrijeme (s) |
| ------ | ----------- | ----------------------- | ----------- |
| 1      | Njemačka    | Britta Steffen          | 24,06 (OR)  |
| 2      | SAD         | Dara Torres             | 24,07 (AM)  |
| 3      | Australija  | Cate Campbell           | 24,17       |
| 4      | Australija  | Lisbeth Trickett        | 24,25       |
| 5      | Nizozemska  | Marleen Veldhuis        | 24,26       |
| 6      | SAD         | Kara Lynn Joyce         | 24,63       |
| 7      | Nizozemska  | Hinkelien Schreuder     | 24,65       |
| 8      | Bjelorusija | Aleksandra Gerassimenja | 24,77       |

### 100 m slobodno
| Mjesto | Država     | Plivač                    | Vrijeme (s) |
| ------ | ---------- | ------------------------- | ----------- |
| 1      | Francuska  | Alain Bernard             | 47,21       |
| 2      | Australija | Eamon Sullivan            | 47,32       |
| 3      | SAD        | Jason Lezak               | 47,67       |
| 3      | Brazil     | César Cielo Filho         | 47,67       |
| 5      | Nizozemska | Pieter van den Hoogenband | 47,75       |
| 6      | JAR        | Lyndon Ferns              | 48,04       |
| 7      | Australija | Matt Targett              | 48,20       |
| 8      | Švedska    | Stefan Nystrand           | 48,33       |

| Mjesto | Država                 | Plivačica           | Vrijeme (s) |
| ------ | ---------------------- | ------------------- | ----------- |
| 1      | Njemačka               | Britta Steffen      | 53,12 (OR)  |
| 2      | Australija             | Lisbeth Trickett    | 53,16       |
| 3      | SAD                    | Natalie Coughlin    | 53,39 (AM)  |
| 4      | Finska                 | Hanna-Maria Seppälä | 53,97       |
| 5      | Danska                 | Jeanette Ottesen    | 54,06       |
| 6      | NR Kina                | Zhu Yingwen         | 54,21       |
| 6      | Nizozemska             | Marleen Veldhuis    | 54,21       |
| 8      | Ujedinjeno Kraljevstvo | Francesca Halsall   | 54,29       |

### 200 m slobodno
| Mjesto | Država                 | Plivač            | Vrijeme (min) |
| ------ | ---------------------- | ----------------- | ------------- |
| 1      | SAD                    | Michael Phelps    | 01:42,96 (WR) |
| 2      | Južna Koreja           | Tae-Hwan Park     | 01:44,85 (AS) |
| 3      | SAD                    | Peter Vanderkaay  | 01:45,14      |
| 4      | JAR                    | Jean Basson       | 01:45,97      |
| 5      | Njemačka               | Paul Biedermann   | 01:46,00      |
| 6      | Švicarska              | Dominik Meichtry  | 01:46,95      |
| 7      | Japan                  | Yoshihiro Okumura | 01:47,14      |
| 8      | Ujedinjeno Kraljevstvo | Robbie Renwick    | 01:47,47      |

| Mjesto | Država                 | Plivačica                | Vrijeme (min) |
| ------ | ---------------------- | ------------------------ | ------------- |
| 1      | Italija                | Federica Pellegrini      | 1:54,82 (WR)  |
| 2      | Slovenija              | Sara Isakovič            | 1:54,97       |
| 3      | NR Kina                | Pang Jiaying             | 1:55,05 (AS)  |
| 4      | SAD                    | Katie Hoff               | 1:55,78 (AM)  |
| 5      | Rumunjska              | Camelia Potec            | 1:56,87       |
| 6      | Ujedinjeno Kraljevstvo | Caitlin McClatchey       | 1:57,65       |
| 7      | Australija             | Bronte Barratt           | 1:57,83       |
| 7      | Francuska              | Ophelie-Cyrielle Etienne | 1:57,83       |

### 400 m slobodno
| Mjesto | Država       | Plivač           | Vrijeme (min) |
| ------ | ------------ | ---------------- | ------------- |
| 1      | Južna Koreja | Tae-Hwan Park    | 3:41,86 (AS)  |
| 2      | NR Kina      | Lin Zhang        | 3:42,44       |
| 3      | SAD          | Larsen Jensen    | 3:42,78 (AM)  |
| 4      | SAD          | Peter Vanderkaay | 3:43,11       |
| 5      | Tunis        | Oussama Mellouli | 3:43,45 (AF)  |
| 6      | Australija   | Grant Hackett    | 3:43,84       |
| 7      | Rusija       | Juri Prilukow    | 3:43,97       |
| 8      | Rusija       | Nikita Lobinzew  | 3:48,29       |

| Mjesto | Država                 | Plivačica           | Vrijeme (min) |
| ------ | ---------------------- | ------------------- | ------------- |
| 1      | Ujedinjeno Kraljevstvo | Rebecca Adlington   | 4:03,22       |
| 2      | SAD                    | Katie Hoff          | 4:03,29       |
| 3      | Ujedinjeno Kraljevstvo | Joanne Jackson      | 4:03,52       |
| 4      | Francuska              | Coralie Balmy       | 4:03,60       |
| 5      | Italija                | Federica Pellegrini | 4:04,56       |
| 6      | Rumunjska              | Camelia Potec       | 4:04,66       |
| 7      | Australija             | Bronte Barratt      | 4:05,05       |
| 8      | Francuska              | Laure Manaudou      | 4:11,26       |

### 1500 m + 800 m slobodno
| Mjesto | Država                 | Plivač           | Vrijeme (min) |
| ------ | ---------------------- | ---------------- | ------------- |
| 1      | Tunis                  | Oussama Mellouli | 14:40,84 (AF) |
| 2      | Australija             | Grant Hackett    | 14:41,53      |
| 3      | Kanada                 | Ryan Cochrane    | 14:42,69      |
| 4      | Rusija                 | Jurii Prilukow   | 14:43,21      |
| 5      | SAD                    | Larsen Jensen    | 14:48:16      |
| 6      | Ujedinjeno Kraljevstvo | David Davies     | 14:52,11      |
| 7      | NR Kina                | Zhang Lin        | 14:55,20      |
| 8      | NR Kina                | Sun Yang         | 15:05,12      |

| Mjesto | Država                 | Plivačica           | Vrijeme (min) |
| ------ | ---------------------- | ------------------- | ------------- |
| 1      | Ujedinjeno Kraljevstvo | Rebecca Adlington   | 8:14,10 (WR)  |
| 2      | Italija                | Alessia Filippi     | 8:20,23       |
| 3      | Danska                 | Lotte Friis         | 8:23,03       |
| 4      | Rumunjska              | Camelia Alina Potec | 8:23,11       |
| 5      | NR Kina                | Li Xuanxu           | 8:26,34       |
| 6      | Australija             | Kylie Palmer        | 8:26,39       |
| 7      | Rusija                 | Elena Sokolowa      | 8:29,79       |
| 8      | Ujedinjeno Kraljevstvo | Cassandra Patten    | 8:32,35       |

### 100 m leđno
| Mjesto | Država                 | Plivač              | Vrijeme (s) |
| ------ | ---------------------- | ------------------- | ----------- |
| 1      | SAD                    | Aaron Peirsol       | 52,54 (WR)  |
| 2      | SAD                    | Matt Grevers        | 53,11       |
| 3      | Rusija                 | Arkadi Wjattschanin | 53,18       |
| 3      | Australija             | Hayden Stoeckel     | 53,18       |
| 5      | Australija             | Ashley Delaney      | 53,31       |
| 6      | Ujedinjeno Kraljevstvo | Liam Tancock        | 53,39       |
| 7      | Španjolska             | Aschwin Wildeboer   | 53,51       |
| 8      | Japan                  | Jun’ichi Miyashita  | 53,99       |

| Mjesto | Država                 | Plivačica        | Vrijeme (min) |
| ------ | ---------------------- | ---------------- | ------------- |
| 1      | SAD                    | Natalie Coughlin | 00:58,96 (AM) |
| 2      | Zimbabve               | Kirsty Coventry  | 00:59,19      |
| 3      | SAD                    | Margaret Hoelzer | 00:59,34      |
| 4      | Ujedinjeno Kraljevstvo | Gemma Spofforth  | 00:59,38 (ER) |
| 5      | Rusija                 | Anastasia Zueva  | 00:59,40      |
| 6      | Japan                  | Reiko Nakamura   | 00:59,72      |
| 7      | Francuska              | Laure Manaudou   | 01:00,10      |
| 8      | Japan                  | Hanae Itō        | 01:00,18      |

### 200 m leđno
| Mjesto | Država                 | Plivač              | Vrijeme (min) |
| ------ | ---------------------- | ------------------- | ------------- |
| 1      | SAD                    | Ryan Lochte         | 1:53,94 (WR)  |
| 2      | SAD                    | Aaron Peirsol       | 1:54,33       |
| 3      | Rusija                 | Arkadi Wjattschanin | 1:54,93 (ER)  |
| 4      | Austrija               | Markus Rogan        | 1:55,49       |
| 5      | Japan                  | Ryōsuke Irie        | 1:55,72       |
| 6      | Australija             | Hayden Stoeckel     | 1:56,39 (OC)  |
| 7      | Rumunjska              | Razvan Ionut Florea | 1:56,52       |
| 8      | Ujedinjeno Kraljevstvo | Gregor Tait         | 1:57,00       |

| Mjesto | Država                 | Plivačica          | Vrijeme (min) |
| ------ | ---------------------- | ------------------ | ------------- |
| 1      | Zimbabve               | Kirsty Coventry    | 2:05,24 (WR)  |
| 2      | SAD                    | Margaret Hoelzer   | 2:06,23       |
| 3      | Japan                  | Reiko Nakamura     | 2:07,13 (AS)  |
| 4      | Rusija                 | Anastasia Zueva    | 2:07,88       |
| 5      | SAD                    | Elizabeth Beisel   | 2:08,23       |
| 6      | Ujedinjeno Kraljevstvo | Elizabeth Simmonds | 2:08,51       |
| 7      | Australija             | Meagen Nay         | 2:08,64       |
| 8      | Australija             | Belinda Hocking    | 2:10:12       |

### 100 m prsno
| Mjesto | Država     | Plivač             | Vrijeme (min) |
| ------ | ---------- | ------------------ | ------------- |
| 1      | Japan      | Kōsuke Kitajima    | 0:58,91 (WR)  |
| 2      | Norveška   | Alexander Dale Oen | 0:59,20       |
| 3      | Francuska  | Hugues Duboscq     | 0:59,37       |
| 4      | SAD        | Brendan Hansen     | 0:59,57       |
| 5      | Australija | Brenton Rickard    | 0:59,74       |
| 6      | Rusija     | Roman Sludnow      | 0:59,87       |
| 7      | Ukrajina   | Ihor Boryssyk      | 1:00,20       |
| 8      | SAD        | Mark Gangloff      | 1:00,24       |

| Mjesto | Država     | Plivačica      | Vrijeme (min) |
| ------ | ---------- | -------------- | ------------- |
| 1      | Australija | Leisel Jones   | 1:05,17 (OR)  |
| 2      | SAD        | Rebecca Soni   | 1:06,73       |
| 3      | Austrija   | Mirna Jukić    | 1:07,34       |
| 4      | Rusija     | Julija Efimowa | 1:07,43       |
| 5      | SAD        | Megan Jendrick | 1:07,62       |
| 6      | Australija | Tarnee White   | 1:07,63       |
| 7      | NR Kina    | Sun Ye         | 1:08,08       |
| 8      | Japan      | Asami Kitagawa | 1:08,43       |

### 200 m prsno
| Mjesto | Država     | Plivač            | Vrijeme (min) |
| ------ | ---------- | ----------------- | ------------- |
| 1      | Japan      | Kōsuke Kitajima   | 2;07,64 (OR)  |
| 2      | Australija | Brenton Rickard   | 2:08,88 (OC)  |
| 3      | Francuska  | Hugues Duboscq    | 2:08,94       |
| 4      | Kanada     | Mike Andrew Brown | 2:09,03       |
| 5      | Mađarska   | Daniel Gyurta     | 2:09,22       |
| 6      | SAD        | Scott Spann       | 2:09,76       |
| 7      | Italija    | Loris Facci       | 2:10,57       |
| 8      | Italija    | Paolo Bossini     | 2:11,48       |

| Mjesto | Država     | Plivačica       | Vrijeme (min) |
| ------ | ---------- | --------------- | ------------- |
| 1      | SAD        | Rebecca Soni    | 2:20,22 (WR)  |
| 2      | Australija | Leisel Jones    | 2:22,05       |
| 3      | Norveška   | Sara Nordenstam | 2:23,02 (ER)  |
| 4      | Austrija   | Mirna Jukić     | 2:23,24       |
| 5      | Rusija     | Julija Efimowa  | 2:23,76       |
| 6      | Kanada     | Annamay Pierse  | 2:23,77       |
| 7      | Japan      | Rie Kaneto      | 2:25,14       |
| 8      | Japan      | Megumi Taneda   | 2:25,23       |

### 100 m leptir
| Mjesto | Država             | Plivač             | Vrijeme (s) |
| ------ | ------------------ | ------------------ | ----------- |
| 1      | SAD                | Michael Phelps     | 50,58 (OR)  |
| 2      | Srbija             | Milorad Čavić      | 50,59 (ER)  |
| 3      | Australija         | Andrew Lauterstein | 51,12 (OC)  |
| 4      | SAD                | Ian Crocker        | 51,13       |
| 5      | Kenija             | Jason Dunford      | 51,47       |
| 6      | Japan              | Takuro Fujii       | 51,50 (=AS) |
| 7      | Ukrajina           | Andrii Serdinov    | 51,59       |
| 8      | Papua Nova Gvineja | Ryan Pini          | 51,86       |

| Mjesto | Država                 | Plivačica          | Vrijeme (s) |
| ------ | ---------------------- | ------------------ | ----------- |
| 1      | Australija             | Lisbeth Trickett   | 56,73 (OC)  |
| 2      | SAD                    | Christine Magnuson | 57,10       |
| 3      | Australija             | Jessicah Schipper  | 57,25       |
| 4      | NR Kina                | Zhou Yafei         | 57,84       |
| 5      | Singapur               | Li Tao             | 57,99       |
| 6      | Ujedinjeno Kraljevstvo | Jemma Lowe         | 58,06       |
| 7      | Brazil                 | Gabriella Silva    | 58,10       |
| 8      | Nizozemska             | Inge Dekker        | 58,54       |

### 200 m leptir
| Mjesto | Država      | Plivač             | Vrijeme (min) |
| ------ | ----------- | ------------------ | ------------- |
| 1      | SAD         | Michael Phelps     | 1:52,03 (WR)  |
| 2      | Mađarska    | László Cseh        | 1:52,70 (ER)  |
| 3      | Japan       | Takeshi Matsuda    | 1:52,97 (AS)  |
| 4      | Novi Zeland | Moss Burmester     | 1:54,35 (OC)  |
| 5      | NR Kina     | Wu Peng            | 1:54,35       |
| 6      | Poljska     | Paweł Korzeniowski | 1:54,60       |
| 7      | Brazil      | Kaio Almeida       | 1:54,71       |
| 8      | Rusija      | Nikolai Skworzow   | 1:55,14       |

| Mjesto | Država     | Plivačica          | Vrijeme (min) |
| ------ | ---------- | ------------------ | ------------- |
| 1      | NR Kina    | Liu Zige           | 2:04,18 (WR)  |
| 2      | NR Kina    | Jiao Liuyang       | 2:04,72       |
| 3      | Australija | Jessicah Schipper  | 2:06,26       |
| 4      | Poljska    | Otylia Jędrzejczak | 2:07,02       |
| 5      | Japan      | Yūko Nakanishi     | 2:07,32       |
| 6      | Francuska  | Aurore Mongel      | 2:07,36       |
| 7      | SAD        | Elaine Breeden     | 2:07,57       |
| 8      | SAD        | Kathleen Hersey    | 2:08,23       |

### 200 m mješovito
| Mjesto | Država                 | Plivač         | Vrijeme (min) |
| ------ | ---------------------- | -------------- | ------------- |
| 1      | SAD                    | Michael Phelps | 1:54,23 (WR)  |
| 2      | Mađarska               | László Cseh    | 1:56,52 (ER)  |
| 3      | SAD                    | Ryan Lochte    | 1:56,53       |
| 4      | Brazil                 | Thiago Pereira | 1:58,14       |
| 5      | Japan                  | Ken Takakuwa   | 1:58,22 (AS)  |
| 6      | Ujedinjeno Kraljevstvo | James Goddard  | 1:59,24       |
| 7      | Kanada                 | Keith Beavers  | 1:59,43       |
| 8      | Ujedinjeno Kraljevstvo | Liam Tancock   | 2:00,76       |

| Mjesto | Država     | Plivačica            | Vrijeme (min) |
| ------ | ---------- | -------------------- | ------------- |
| 1      | Australija | Stephanie Rice       | 2:08,45 (WR)  |
| 2      | Zimbabve   | Kirsty Coventry      | 2:08,59 (AF)  |
| 3      | SAD        | Natalie Coughlin     | 2:10,34       |
| 4      | SAD        | Katie Hoff           | 2:10,68       |
| 5      | Australija | Alicia Coutts        | 2:11,43       |
| 6      | Japan      | Asami Kitagawa       | 2:11,56       |
| 7      | Kanada     | Julia Wilkinson      | 2:12,43       |
| 8      | Poljska    | Katarzyna Baranowska | 2:13,36       |

### 400 m mješovito
| Mjesto | Država   | Plivač            | Vrijeme (min) |
| ------ | -------- | ----------------- | ------------- |
| 1      | SAD      | Michael Phelps    | 4:03,84 (WR)  |
| 2      | Mađarska | László Cseh       | 4:06,16 (ER)  |
| 3      | SAD      | Ryan Lochte       | 4:08,09       |
| 4      | Italija  | Alessio Boggiatto | 4:12,16       |
| 5      | Italija  | Luca Marin        | 4:12,47       |
| 6      | Mađarska | Gergo Kis         | 4:12,84       |
| 7      | Kanada   | Brian Johns       | 4:13,38       |
| 8      | Brazil   | Thiago Pereira    | 4:15,40       |

| Mjesto | Država                 | Plivačica        | Vrijeme (min) |
| ------ | ---------------------- | ---------------- | ------------- |
| 1      | Australija             | Stephanie Rice   | 4:29,45 (WR)  |
| 2      | Zimbabve               | Kirsty Coventry  | 4:29,89 (AF)  |
| 3      | SAD                    | Katie Hoff       | 4:31,71       |
| 4      | SAD                    | Elizabeth Beisel | 4:34,24       |
| 5      | Italija                | Alessia Filippi  | 4:34,34       |
| 6      | Ujedinjeno Kraljevstvo | Hannah Miley     | 4:39,44       |
| 7      | Rusija                 | Jana Martynowa   | 4:40,04       |
| 8      | NR Kina                | Xuanxu Li        | 4:42,13       |

## Štafetna natjecanja

### 4x100 m slobodno
| Mjesto | Država                 | Plivači | Vrijeme (min) |
| ------ | ---------------------- | --- | ------------- |
| 1      | SAD                    | Michael Phelps Garrett Weber-Gale Cullen Jones Jason Lezak Kvalifikacije: Nathan Adrian - Ben Wildman-Tobriner - Matt Grevers | 3:08,24 (WR)  |
| 2      | Francuska              | Amaury Leveaux Fabien Gilot Frederick Bousquet Alain Bernard Kvalifikacije: Gregory Mallet - Boris Steimetz                   | 3:08,32 (ER)  |
| 3      | Australija             | Eamon Sullivan Andrew Lauterstein Ashley Callus Matt Targett Kvalifikacije: Leith Brodie - Patrick Murphy                     | 3:09,91 (OC)  |
| 4      | Italija                | Alessandro Calvi Christian Galenda Marco Belotti Filippo Magnini                                                              | 3:11,48       |
| 5      | Švedska                | Petter Stymne Lars Frolander Stefan Nystrand Jonas Persson                                                                    | 3:11,92       |
| 6      | Kanada                 | Brent Hayden Joel Greenshields Colin Russell Rick Say                                                                         | 3:12,26       |
| 7      | JAR                    | Lyndon Ferns Darian Townsend Roland Schoeman Ryk Neethling                                                                    | 3:12,66 (AF)  |
| 8      | Ujedinjeno Kraljevstvo | Simon Burnett Adam Brown Benjamin Hockin Ross Davenport                                                                       | 3:12,87       |

| Mjesto | Država                 | Plivačice | Vrijeme (min) |
| ------ | ---------------------- | --- | ------------- |
| 1      | Nizozemska             | Inge Dekker Ranomi Kromowidjojo Femke Heemskerk Marleen Veldhuis Kvalifikacije: Hinkelien Schreuder Manon van Rooijen | 3:33,76 (OR)  |
| 2      | SAD                    | Natalie Coughlin Lacey Nymeyer Kara Lynn Joyce Dara Torres Kvalifikacije: Julia Smit Emily Silver                     | 3:34,33 (AM)  |
| 3      | Australija             | Cate Campbell Alice Mills Melanie Schlanger Lisbeth Trickett Kvalifikacije: Shayne Reese                              | 3:35,05 (OC)  |
| 4      | NR Kina                | Zhu Yingwen Yi Tang Yanwei Xu Jiaying Pang                                                                            | 3:35,64 (AS)  |
| 5      | Njemačka               | Britta Steffen Meike Freitag Daniela Götz Antje Buschschulte                                                          | 3:36,85       |
| 6      | Francuska              | Céline Couderc Alena Popchanka Ophelie-Cyrielle Etienne Malia Metella Kvalifikacije: Hanna Shcherba-Lorgeril          | 3:37,68       |
| 7      | Ujedinjeno Kraljevstvo | Francesca Halsall Caitlin McClatchey Jessica Sylvester Melanie Marshall Kvalifikacije: Julia Beckett                  | 3:38,18       |
| 8      | Kanada                 | Julia Wilkinson Erica Morningstar Genevieve Saumur Audrey Lacroix                                                     | 3:38,32       |

### 4x200 m slobodno
| Mjesto | Država                 | Plivači | Vrijeme (min) |
| ------ | ---------------------- | --- | ------------- |
| 1      | SAD                    | Michael Phelps Ryan Lochte Ricky Berens Peter Vanderkaay Kvalifikacije: David Walters - Erik Vendt - Klete Keller | 6:58,56 (WR)  |
| 2      | Rusija                 | Nikita Lobintsev Evgeniy Lagunov Danila Izotov Alexander Sukhorukov Kvalifikacije: Maxim Politschchuk             | 7:03,70 (ER)  |
| 3      | Australija             | Patrick Murphy Grant Hackett Grant Brits Nick Ffrost Kvalifikacije: Kirk Palmer - Leith Brodie                    | 7:04,98       |
| 4      | Italija                | Marco Belotti Emiliano Brembilla Massimiliano Rosolino Filippo Magnini                                            | 7:05,35       |
| 5      | Kanada                 | Colin Russell Brian Johns Brent Hayden Andrew Hurd                                                                | 7:05,77       |
| 6      | Ujedinjeno Kraljevstvo | David Carry Andrew Hunter Robbie Renwick Ross Davenport                                                           | 7:05,92       |
| 7      | Japan                  | Yoshihiro Okumura Shō Uchida Yasunori Mononobe Hisato Matsumoto                                                   | 7:10,31       |
| 8      | JAR                    | Jean Basson Darian Townsend Jan Venter Sebastien Rousseau                                                         | 7:13,02       |

| Mjesto | Država     | Plivačice                                                                  | Vrijeme (min) |
| ------ | ---------- | -------------------------------------------------------------------------- | ------------- |
| 1      | Australija | Stephanie Rice Bronte Barratt Kylie Palmer Linda Mackenzie                 | 7:44,31 (WR)  |
| 2      | NR Kina    | Yang Yu Zhu Quianwei Tan Miao Jiaying Pao                                  | 7:45,93 (AS)  |
| 3      | SAD        | Allison Schmitt Natalie Coughlin Caroline Burckle Katie Hoff               | 7:46,33 (AM)  |
| 4      | Italija    | Renata Fabiola Spagnolo Alessia Filippi Flavia Zoccari Federica Pellegrini | 7:49,76 (ER)  |
| 5      | Francuska  | Coralie Balmy Ophelie-Cyrielle Etienne Aurore Mongel Camille Muffat        | 7:50,66       |
| 6      | Mađarska   | Agnes Putina Evelin Verraszto Eszter Dara Zsuzsanna Jakabos                | 7:55,53       |
| 7      | Japan      | Haruka Ueda Misaki Yamaguchi Maki Mita Emi Takanabe                        | 7:57,56       |
| 8      | Švedska    | Josefin Lillhage Gabriella Fagundez Ida Marko-Varga Petra Granlund         | 7:59,83       |

### 4x100 m mješovito
| Mjesto | Država                 | Plivači                                                                | Vrijeme (min) |
| ------ | ---------------------- | ---------------------------------------------------------------------- | ------------- |
| 1      | SAD                    | Aaron Peirsol Brendan Hansen Michael Phelps Jason Lezak                | 3:29,34 (WR)  |
| 2      | Australija             | Hayden Stoeckel Brenton Rickard Andrew Lauterstein Eamon Sullivan      | 3:30,04 (OC)  |
| 3      | Japan                  | Junichi Miyashita Kōsuke Kitajima Takuro Fujii Hisayoshi Sato          | 3:31,18 (AS)  |
| 4      | Rusija                 | Arkadi Wjattschanin Roman Sludnow Jewgeni Korotyschkin Jewgeni Lagunow | 3:31,92 (ER)  |
| 5      | Novi Zeland            | Daniel Bell Glenn Snyders Corney Swanepoel Cam Gibson                  | 3:33,39       |
| 6      | Ujedinjeno Kraljevstvo | Liam Tancock Christopher Cook Michael Rock Simmon Burnett              | 3:33,69       |
| 7      | JAR                    | Gernard Zandberg Cameron van der Burgh Lyndon Ferns Darian Townsend    | 3:33,70 (AF)  |
| 8      | Italija                | Mirko di Tora Loris Facci Mattia Nalesso Filippo Magnini               | DSQ           |

| Mjesto | Država                 | Plivačice                                                            | Vrijeme (min) |
| ------ | ---------------------- | -------------------------------------------------------------------- | ------------- |
| 1      | Australija             | Emily Seebohm Leisel Jones Jessicah Schipper Lisbeth Trickett        | 3:52,69 (WR)  |
| 2      | SAD                    | Natalie Coughlin Rebecca Soni Christine Magnuson Dara Torres         | 3:53,30 (AM)  |
| 3      | NR Kina                | Zhao Jing Sun Ye Zhou Yafei Pang Jiaying                             | 3:56,11 (AS)  |
| 4      | Ujedinjeno Kraljevstvo | Gemma Spofforth Kate Haywood Jemma Lowe Francesca Halsall            | 3:57,50 (ER)  |
| 5      | Rusija                 | Anastasia Zueva Julija Efimova Natalia Sutyagina Anastasia Aksenova  | 3:57,84       |
| 6      | Japan                  | Reiko Nakamura Asami Kitagawa Yuka Kato Haruka Ueda                  | 3:59,54       |
| 7      | Kanada                 | Julia Wilkinson Annamay Pierse Audrey Lacroix Erica Morningstar      | 4:01,35       |
| 8      | Švedska                | Sarah Sjostrom Joline Hostman Anna-Karin Kammerling Josefin Lillhage | DSQ           |

## Plivački maraton - 10 000 m
| Muškarci | Žene |

## Sinkronizirano plivanje
| Duet | Ekipno |

## Objašnjenje kratica
- AF = Afrički rekord
- AM = Američki rekord
- AS = Azijski rekord
- ER = Europski rekord
- OC = Oceanijski rekord
- OR = Olimpijski rekord
- WR = Svjetski rekord